# Jacques Gergaud
Jacques François Marie Gergaud (* 12. September 1905 in Pléneuf-Val-André; † 20. Februar 1986 in Maisons-Laffitte) war ein französischer Autorennfahrer.

## Karriere als Rennfahrer
Jacques Gergaud war in den 1930er und 1950er Jahren bei drei Sportwagenrennen am Start. Beim 24-Stunden-Rennen von Le Mans 1932 fiel der eingesetzte Rally schon in einer frühen Phase des Rennens mit einem Zündungsschaden aus. Zweimal ging er beim 24-Stunden-Rennen von Spa-Francorchamps ins Rennen, wo der siebte Gesamtrang 1932 seine beste Platzierung war. 1953 kam er nicht in die Wertung.

## Statistik

### Le-Mans-Ergebnisse
| Jahr | Team       | Fahrzeug  | Teamkollege | Platzierung | Ausfallgrund    |
| ---- | ---------- | --------- | ----------- | ----------- | --------------- |
| 1932 | Jean Danne | Rally NCP | Jean Danne  | Ausfall     | Zündungsschaden |

### Einzelergebnisse in der Sportwagen-Weltmeisterschaft
| Saison | Team          | Rennwagen    | 1   | 2   | 3   | 4   | 5   | 6   | 7   |
| ------ | ------------- | ------------ | --- | --- | --- | --- | --- | --- | --- |
| 1953   | Jean Ampoulie | Siam Spezial | SEB | MIM | LEM | SPA | NÜR | RTT | CAP |
| 1953   | Jean Ampoulie | Siam Spezial | DNF |     |     |     |     |     |     |